# Суто особиста справа
«Суто особиста справа» («Strictement personnel») — французька кінодрама 1985 року, знята режисером П'єром Жоліве.

## Сюжет
Психологічна драма про лиха одного французького поліцейського, злочини і трагедії його розлученої сім'ї. Жан стає поліцейським після того, як був залишений його батьком, братом і сестрою після смерті матері. Після возз'єднання з сім'єю, Жан дізнається, що його батько — досвідчений експерт-підроблювач. Художня галерея його мачухи, здається, залучена до шахрайства, брат — наркоман, а його сестра керує тренажерним залом, де підтримують повій у хорошій фізичній формі.

## У ролях
- П'єр Ардіті: Жан Коттар
- Жак Пено: Бенуа
- Каролін Шаніоло: Елен
- Робер Рембо: батько
- Жан Рено: детектив Вільшаз
- Моріс Беке: консьєрж
- Мішель Фортен: Жорж Ландрін
- Жан Буазе: комісар
- Франсуа Берлеан: Жерар
- Валентіна Варґас: масажистка
- Раймон Аквілон: секретарка

## Знімальна група
- Режисер: П'єр Жоліве
- Сценаристи: Бернар Балавуан, Люк Беро, П'єр Жоліве, Крістіан Крюгер
- Композитор: Серж Ператонер
- Продюсери: Сімон Бензакейн, П'єр Жоліве
- Оператор: Крістіан Ламарк
- Художник: Крістіан Гросрішар
- Монтаж: Неллі Кветьє